# Elecciones presidenciales de Estados Unidos de 1996
Las elecciones presidenciales de Estados Unidos de 1996, se celebraron el 5 de noviembre de 1996, en la que se enfrentaron el candidato demócrata a la presidencia Bill Clinton de Arkansas y el Vicepresidente Al Gore de Tennessee versus los candidatos republicanos el Senador Bob Dole de Kansas a la presidencia y el ex congresista y exsecretario del Gabinete Jack Kemp de Nueva York para la candidatura de la Vicepresidente. El empresario Ross Perot se lanzó como candidato en el Partido Reformista con el economista Pat Choate como su compañero de fórmula: él recibió menos atención por parte de los medios y fue excluido de los debates presidenciales y, aunque a pesar de tener buenos resultados como un tercer partido, para los estándares estadounidenses, él no tuvo éxito en las elecciones de 1992. Clinton se benefició de una economía en la cual había recuperado de la recesión de inicio de los años 1990, y relativamente un mundo estable. El presidente Clinton ganó la reelección por un substancial voto popular con un gran margen de victoria electoral.
Clinton y el vicepresidente Gore fueron nominados de nuevo sin incidentes por el Partido Demócrata. Numerosos candidatos entraron en las primarias republicanas de 1996, con Dole considerado el favorito inicial. Dole se aseguró la nominación después de derrotar los desafíos del editor Steve Forbes y el líder paleoconservador Pat Buchanan. El compañero de fórmula de Dole era Jack Kemp, un ex congresista y jugador de fútbol americano que se había desempeñado como secretario de Vivienda bajo el presidente George H. W. Bush. Ross Perot, que había ganado el 18,9% del voto popular como candidato independiente en 1992, se presentó como candidato del Partido Reformista. Perot recibió menos atención de los medios en 1996 y fue excluido de los debates presidenciales.
Las posibilidades de Clinton de ganar se consideraron inicialmente escasas a mediados de su mandato, ya que su partido había perdido tanto la Cámara de Representantes como el Senado en 1994 por primera vez en décadas. Fue capaz de recuperar terreno cuando la economía comenzó a recuperarse de la recesión de principios de la década de 1990 con un escenario mundial relativamente estable. Clinton vinculó a Dole con Newt Gingrich, el impopular presidente republicano de la Cámara de Representantes, y advirtió que los republicanos aumentarían el déficit y recortarían el gasto en programas populares como el Seguro Social y Medicare. Dole prometió una reducción generalizada del 15% en los impuestos federales sobre la renta y calificó a Clinton como un Baby Boomer "mimado" que "nunca creció" y "nunca se sacrificó".  La edad de Dole fue un tema persistente en las elecciones, y las meteduras de pata de Dole exacerbaron el problema para su campaña.
Cabe destacar que esta es la última elección presidencial hasta la fecha en que un candidato presidencial Demócrata ganó los estados de Arkansas (Estado natal de Clinton), Kentucky, Louisiana, Misuri, Tennessee (Estado natal de Gore) y Virginia Occidental.

## Nominaciones

### Nominaciones del Partido Demócrata
| Boleto del Partido Demócrata de 1996             |                                                      |
| Bill Clinton                                     | Al Gore                                              |
| Candidato a la Presidencia                       | Candidato a la Vicepresidencia                       |
|                                                  |                                                      |
| 42° Presidente de los Estados Unidos (1993–2001) | 45° Vicepresidente de los Estados Unidos (1993–2001) |
|                                                  |                                                      |

Con la ventaja de la incumbencia, el camino de Bill Clinton para la nominación del Partido Demócrata transcurrió sin problemas. En la Convención Nacional Demócrata de 1996, el presidente Clinton y el vicepresidente Al Gore fueron renominados para tomar la posición. El candidato ex presidiario Lyndon LaRouche ganó algunos delegados de Arkansas que fueron borrados en la convención. El exgobernador de Pensilvania Bob Casey contempló retar a Clinton, pero debido a problemas de salud decidió abandonar su candidatura.
Clinton ganó las primarias nacionalmente, con un margen constantemente alta de hasta más del 80%.
- Bill Clinton (inc.) - 9.706.802 (88,98%)
- Lyndon LaRouche - 596.422 (5,47%)
- Divididos - 411.270 (3,77%)

### Nominados republicanos
| Boleto del Partido Republicano de 1996               |                                                                                 |
| Bob Dole                                             | Jack Kemp                                                                       |
| Candidato a la Presidencia                           | Candidato a la Vicepresidencia                                                  |
|                                                      |                                                                                 |
| Senador de los Estados Unidos por Kansas (1969-1996) | 9° Secretario de Vivienda y Desarrollo Urbano de los Estados Unidos (1989–1993) |
|                                                      |                                                                                 |

Un sinnúmero de republicanos decidieron retar al demócrata Bill Clinton. La lista incluye a:

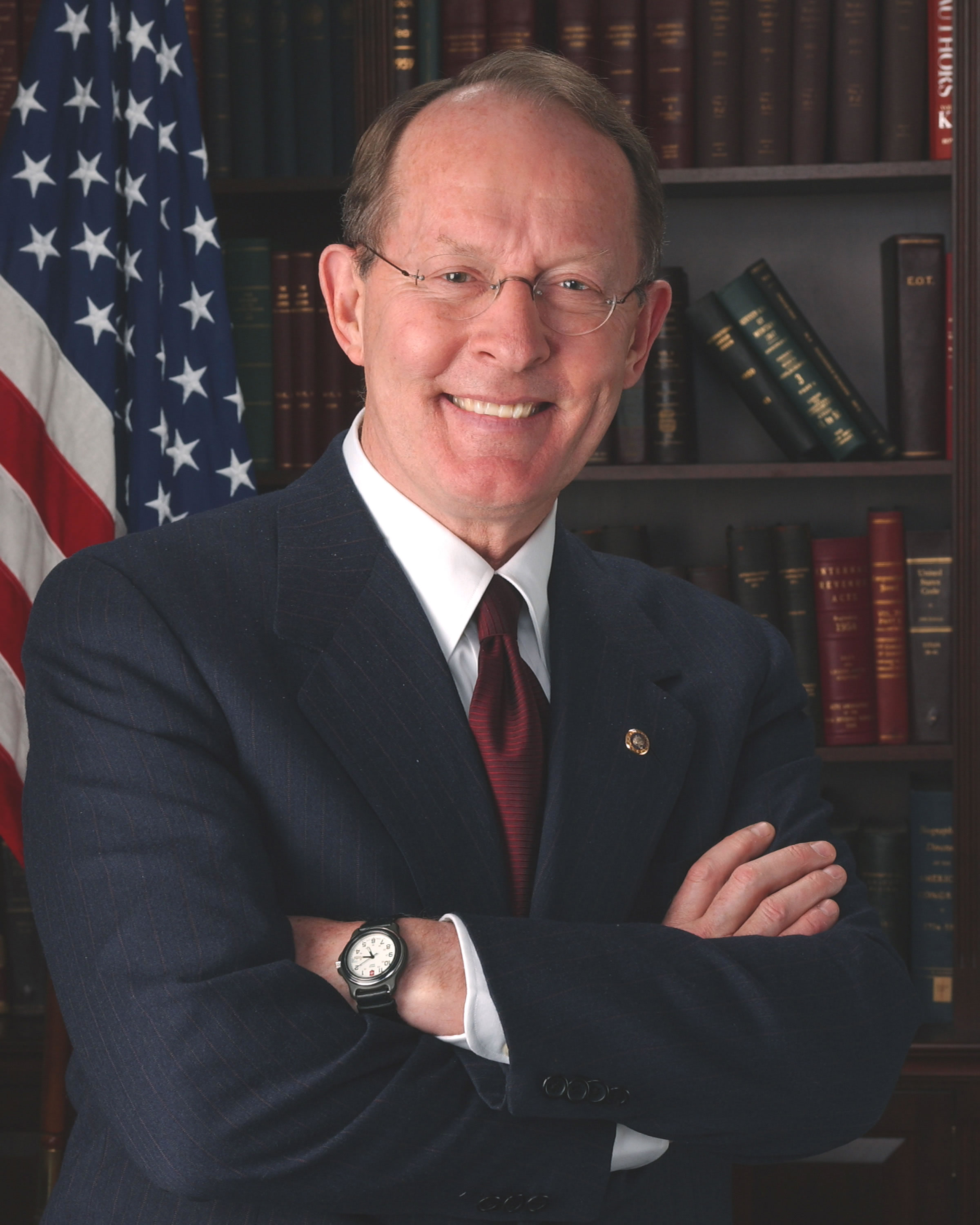
Exgobernador y Secretaría de Educación Lamar Alexander de Tennessee
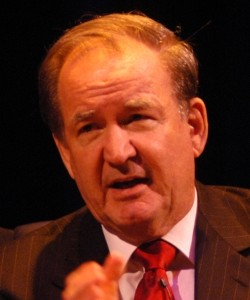
Pat Buchanan de Virginia, un exasistente de Nixon, Ford y Reagan, autor, periodista y comentarista
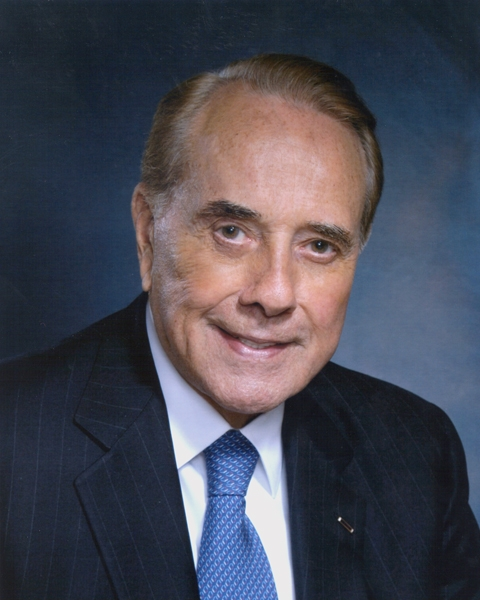
Mayoría del Senado y nominado en 1976 a la vicepresidencia Bob Dole de Kansas
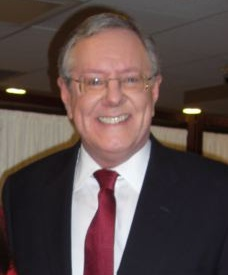
Steve Forbes de Nueva York, y publicista
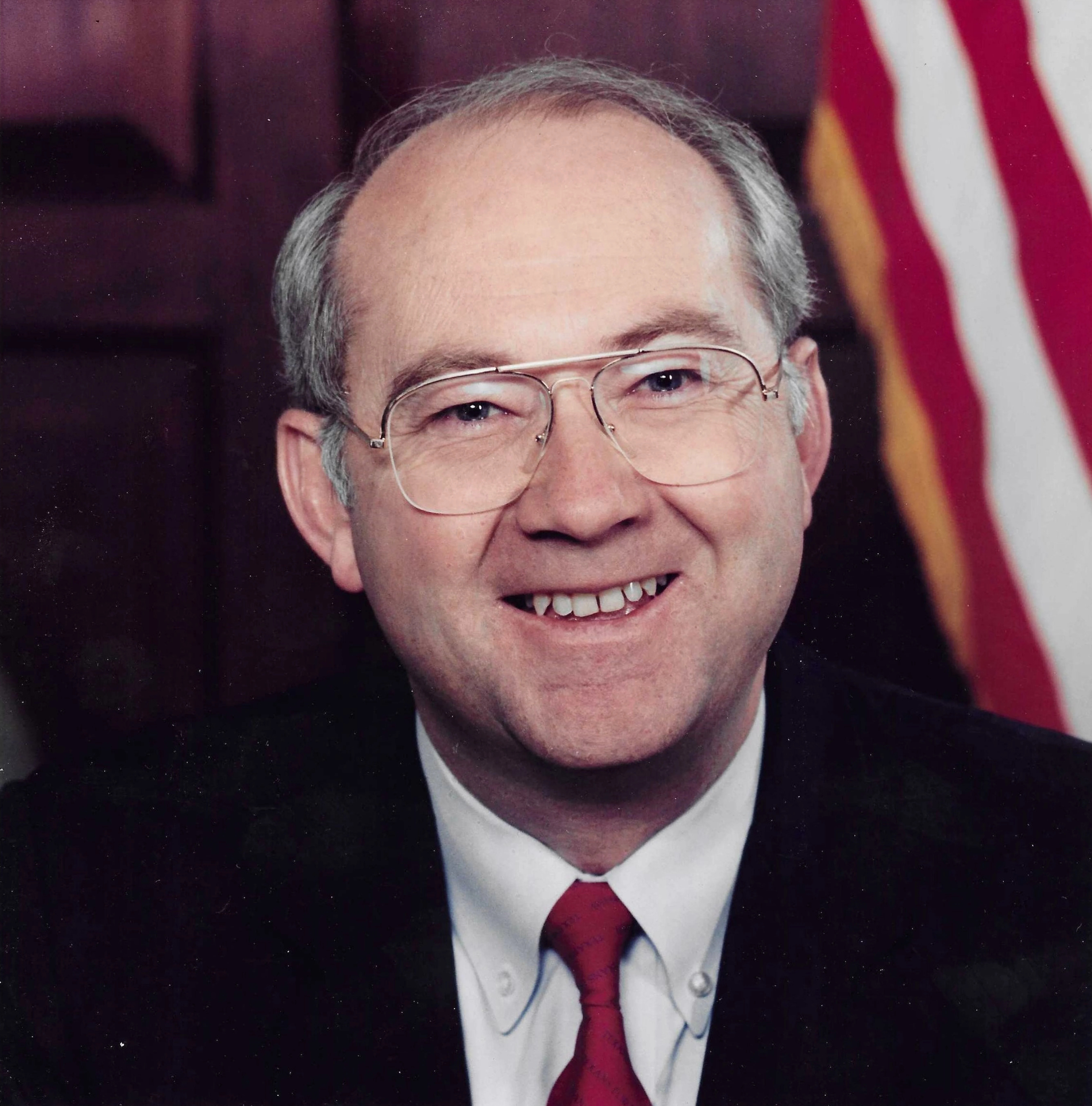
Senador Phil Gramm de Texas
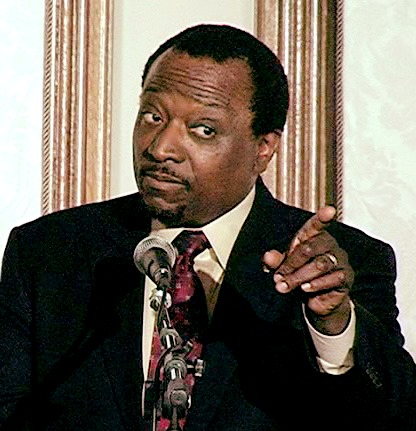
Alan Keyes de Maryland, un exdiplomático y activista conservador
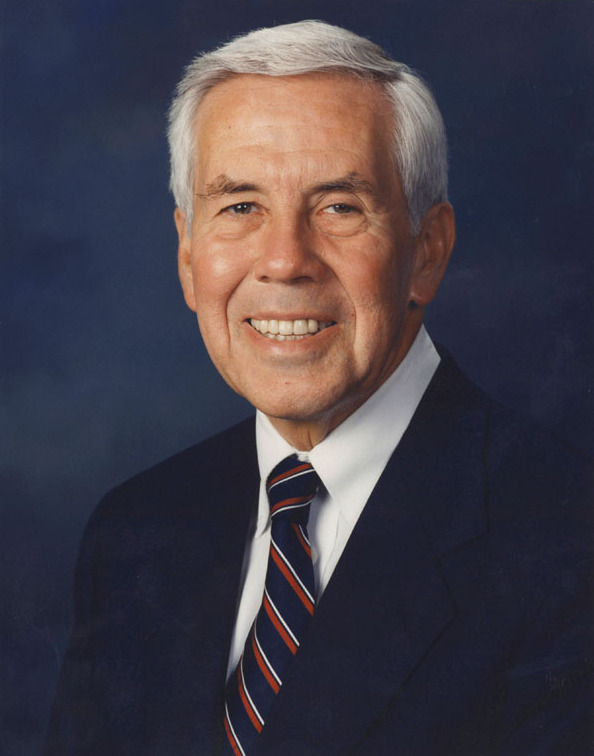
Senador Richard Lugar de Indiana
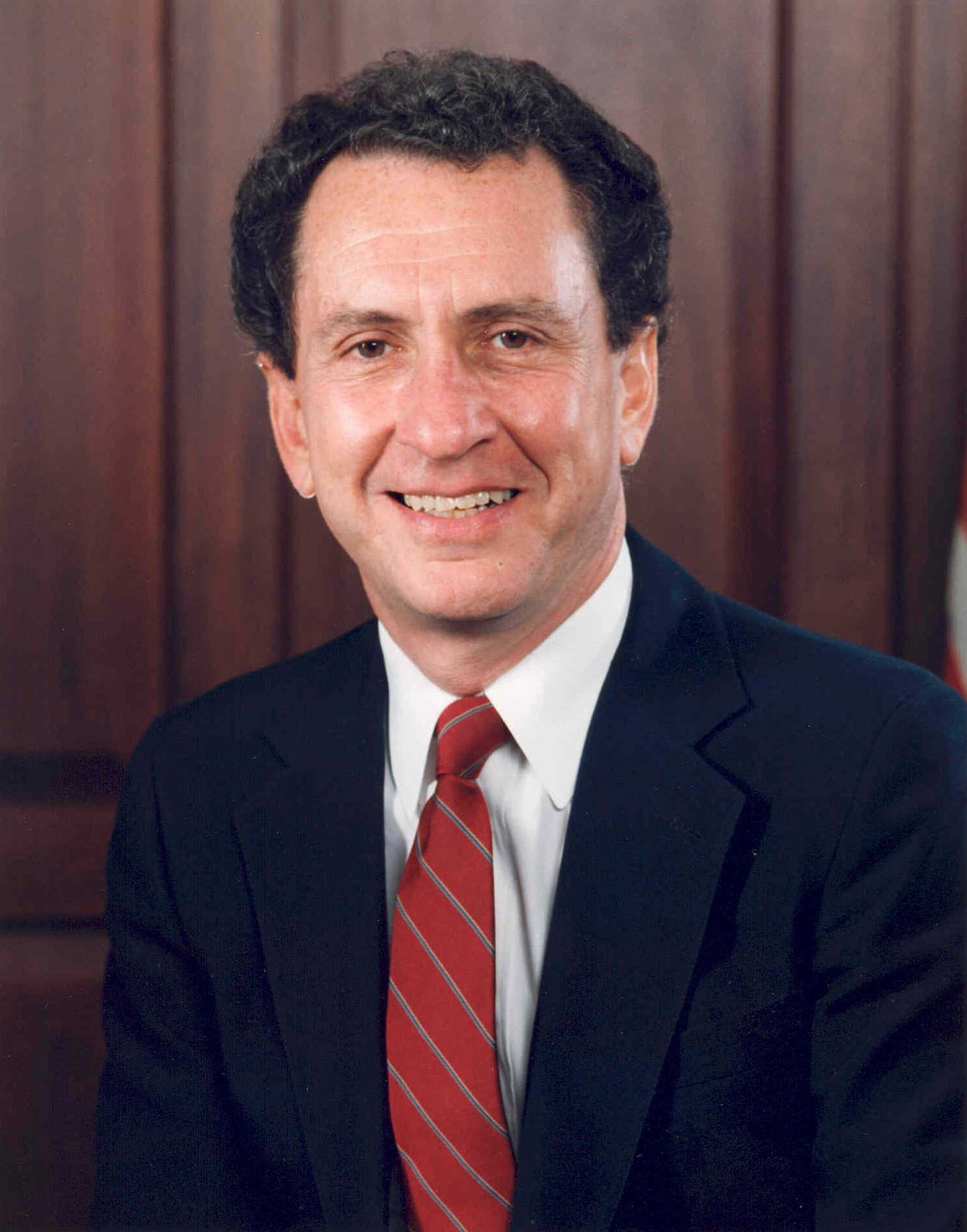
Senador Arlen Specter de Pensilvania
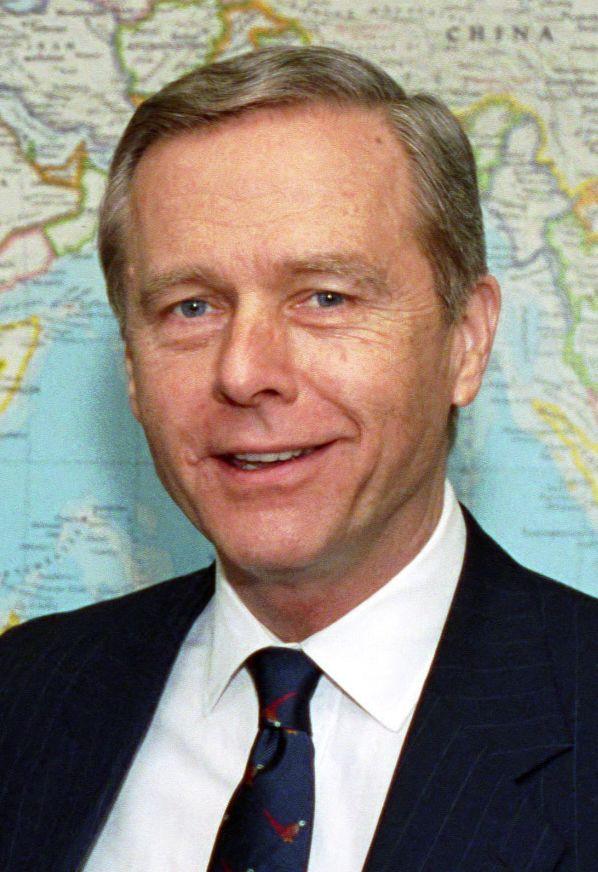
Gobernador y exsenador Pete Wilson de California

En el fragmentado campo de los candidatos debatieron cuestiones tales como el impuesto fijo y otras propuestas de reducción de impuestos, y el retorno a la lado de la oferta económica popularizado por las políticas de Ronald Reagan.

### Nominación del Partido Reformista
| Boleto del Partido Reformista de 1996         |                                |
| Ross Perot                                    | Pat Choate                     |
| Candidato a la Presidencia                    | Candidato a la Vicepresidencia |
|                                               |                                |
| Presidente y CEO de Perot Systems (1988–2009) | Economista                     |
|                                               |                                |
|                                               |                                |

## Campaña
El 10 de abril de 1995, a punto de cumplir los 72 años, el senador Bob Dole anunció de nuevo su candidatura a la presidencia, esta vez para las elecciones de 1996. Lo hizo en Topeka, frente al Capitolio de Kansas. "Tengo la experiencia. He sido probado, probado y probado de muchas maneras. No tengo miedo de gobernar, y sé cómo hacerlo" fueron sus palabras.[cita requerida]
En esta ocasión fue el favorito entre los republicanos desde el principio. Su protagonismo en la arrolladora victoria del GOP en las elecciones legislativas de 1994 había revitalizado su ya vieja figura.[cita requerida]
El senador Dole comenzó con una cómoda victoria en Iowa, pero poco después Buchanan dio la campanada ganando las primarias de Nuevo Hampshire y creando un auténtico problema al aparato del partido reunido en torno a Dole. Volvieron para Dole los fantasmas del 1988, cuando una derrota en Nuevo Hampshire había arruinado su campaña; pero en esta ocasión no le costó restar credibilidad a la candidatura de Buchanan, al poner en duda que este pudiera ser elegido presidente en noviembre.[cita requerida]
Se aseguró la nominación tras vencer fácilmente en las primarias del Centro y el Oeste del país, y dimitió de su escaño en el Senado para dedicarse exclusivamente a la campaña. Bob Dole fue confirmado candidato en la Convención Republicana celebrada en San Diego, acompañándole como número dos el excongresista Jack Kemp (R - Nueva York). La selección de Kemp se debió a la necesidad de Dole de exaltar las políticas del "reaganismo" y para dar credibilidad a su promesa electoral de bajar un 15% el impuesto sobre la renta, una toma de posición que suponía un giro en su carrera política y una contradicción con sus posiciones anteriores. Jack Kemp, con su reputación de "gurú de la economía" en los años de Reagan, ejercería de portavoz perfecto de las propuestas económicas lanzadas sin demasiado entusiasmo por Dole con el único objetivo de ganar votos.[cita requerida]
Pero el tema de la campaña no fueron sus recortes de impuestos. Fue la educación, la criminalidad, los beneficios sociales y el futuro. Dole tenía un discurso pausado, con cadencia de Kansas. Poseía un agudo sentido de lo que es posible y cumplible y eso lo diferenció de sus pares republicanos. Los electores sabían que un gobierno suyo se distinguiría por ser más práctico que revolucionario. Considerado el mejor senador de los últimos 30 años, su humor y su rectitud no disimulaban su falta de carisma frente a un Bill Clinton joven que había logrado reactivar la economía.[cita requerida]
En 1996, el guion básico de la campaña se planteó como "el desventurado Dole frente al irresistible Clinton". Pero cuando hacia el final del proceso, ese esquema quedó parcialmente eclipsado por las informaciones sobre donativos de origen dudoso a favor de Clinton, fue el presidente el que se encontró en un aprieto y quien sufrió un resbalón. El repunte de Dole en las últimas semanas de campaña llegó demasiado tarde, por lo que en las elecciones presidenciales del 5 de noviembre de 1996 Clinton fue el ganador, obteniendo 47 402 357 votos populares equivalentes al 49,23% del total de los sufragios y venciendo en 31 Estados y el Distrito de Columbia. Fue el primer demócrata desde Franklin Roosevelt en ganar la reelección presidencial. Bob Dole logró 39198755 votos populares, que equivalían al 40,72% del total y ganó en 19 Estados del Sur, Centro y Oeste. Ross Perot, que se presentó como independiente, obtuvo 8 085 402 votos populares, equivalentes al 8,40% de los sufragios emitidos; Ralph Nader, candidato del Partido Verde, obtuvo 685 297 votos populares que equivalían al 0,71%. Harry Browne del Partido Libertario obtuvo 485.798 votos populares, un 0,50%; y otros candidatos minoritarios sumaron 420 024 votos populares, un 0,44%. En el Colegio Electoral, Clinton obtuvo 379 Electores y Dole tuvo 159 Electores; de esta manera fue reelegido y pudo comenzar su segundo mandato el 20 de enero de 1997.

## Resultados

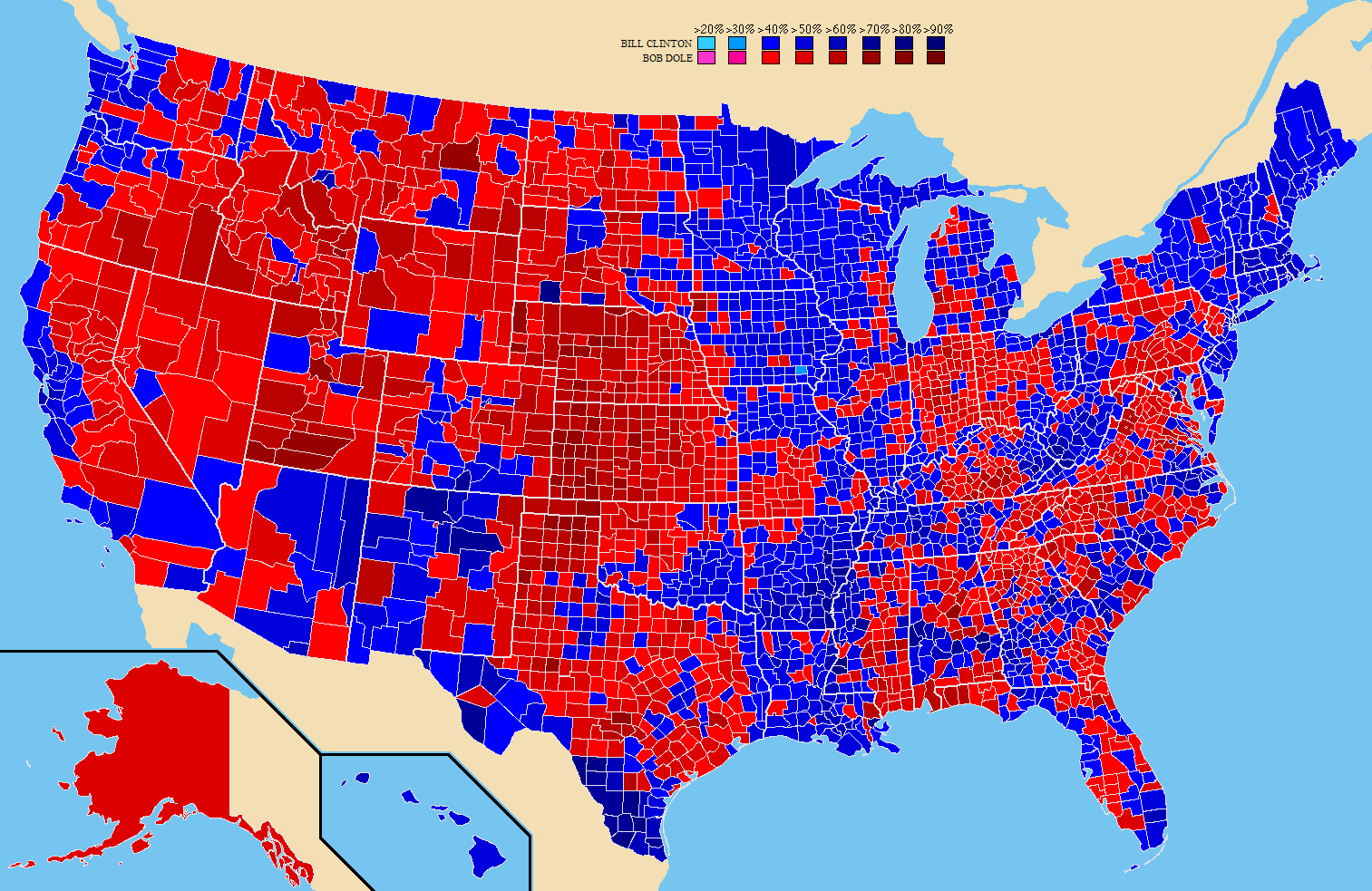
Bill Clinton
Bob DoleLos resultados de las elecciones por condados.

Al final, el presidente Clinton ganó una victoria decisiva sobre Dole. Clinton fue el primer demócrata desde Franklin D. Roosevelt en ganar la reelección presidencial. El mapa del Colegio Electoral no cambió mucho desde la elección anterior, con el demócrata incumbente ganando 379 votos a favor, contra los 159 votos de los republicanos. En el occidente, Dole logró ganar Colorado y Montana que habían votado por el Partido Demócrata en 1992, mientras que Clinton se convirtió en el primer demócrata en ganar el estado de Arizona desde Harry Truman en 1948. En el Sur, Clinton tomó la Florida de los republicanos a cambio de la votación electoral en Georgia. La elección ayudó a cimentar las perspectivas presidenciales democráticas en los estados incluyendo California, Vermont, Maine, Illinois, Nueva Jersey, Pensilvania, Míchigan, Delaware, Connecticut y en la cual todos votarían por el partido Demócrata en las siguientes elecciones presidenciales, ya que en las tres elecciones anteriores esos estados habían votado por el partido republicano, y en la que también esos mismos estados habían votado a favor de Richard Nixon en las elecciones de 1972. Nueva Hampshire, por primera vez desde las  contienda presidencial de 1944 votó a favor de un demócrata después de votar a favor de los republicanos.
La elección fue también notable por el hecho de que por primera vez en la historia de EE. UU. el ganador fue elegido sin ganar el voto masculino.
| Candidato presidencial | Candidato presidencial    | Partido                | Estado natal           | Voto popular           | Voto popular           | Voto Electoral | Compañero de fórmula      | Estado natal del compañero | Voto electoral RM |
| Candidato presidencial | Candidato presidencial    | Partido                | Estado natal           | Conteo                 | Pct                    | Voto Electoral | Compañero de fórmula      | Estado natal del compañero | Voto electoral RM |
| ---------------------- | ------------------------- | ---------------------- | ---------------------- | ---------------------- | ---------------------- | -------------- | ------------------------- | -------------------------- | ----------------- |
|                        | William Jefferson Clinton | Demócrata(a)           | Arkansas               | 47.402.357             | 49,2%                  | 379            | Albert Arnold Gore, Jr.   | Tennessee                  | 379               |
|                        | Robert Joseph Dole        | Republicano(b)         | Kansas                 | 39.198.755             | 40,7%                  | 159            | Jack French Kemp          | Nueva York                 | 159               |
|                        | Henry Ross Perot          | Reformista(c)          | Texas                  | 8.085.402              | 8,4%                   | 0              | Patrick Jeffrey Choate(d) | Distrito de Columbia       | 0                 |
|                        | Ralph Nader               | Verde                  | Connecticut            | 685.297                | 0,7%                   | 0              | —(e)                      |                            | 0                 |
|                        | Harry Browne              | Libertario             | Tennessee              | 485.798                | 0,5%                   | 0              | Jo Jorgensen              | Carolina del Sur           | 0                 |
|                        | Howard Phillips           | Pagadores de impuestos | Virginia               | 184.820                | 0,2%                   | 0              | Herbert Titus             | Oregón                     | 0                 |
|                        | John Hagelin              | Ley Natural            | Iowa                   | 113.670                | 0,1%                   | 0              | Michael Tompkins          |                            | 0                 |
| Otro(f)                | Otro(f)                   | Otro(f)                | Otro(f)                | 121.534                | 0,1%                   | –              | Otro(f)                   | Otro(f)                    | –                 |
| Total                  | Total                     | Total                  | Total                  | 96.277.634             | 100 %                  | 538            |                           |                            | 538               |
| Necesitados para ganar | Necesitados para ganar    | Necesitados para ganar | Necesitados para ganar | Necesitados para ganar | Necesitados para ganar | 270            |                           |                            | 270               |

Fuente (Voto popular y electoral): Comisión Federal de las Elecciones Federales y Resumen del voto popular

#### Estados reñidos
Estados donde el margen de victoria fue del < 5%
1. Kentucky, 0,96%
2. Nevada, 1,02%
3. Georgia, 1,17%
4. Colorado, 1,37%
5. Virginia, 1,96%
6. Arizona, 2,22%
7. Tennessee, 2,41%
8. Montana, 2,88%
9. Dakota del Sur, 3,46%
10. Carolina del Norte, 4,69%
11. Texas, 4,93%

Estados donde el margen de victoria fue de < 10%
1. Misisipi, 5,13%
2. Indiana, 5,58
3. Florida, 5,70%
4. Carolina del Sur, 6,04%
5. Misuri, 6,30%
6. Ohio, 6,36%
7. Dakota del Norte, 6,81%
8. Alabama, 6,97%
9. Nuevo México, 7,33%
10. Oklahoma, 7,81%
11. Oregon, 8,09%
12. Pennsylvania, 9,20%
13. Nueva Hampshire, 9,95%

Fuente: David Leip's Atlas of U.S. Presidential Elections- County Data
Personas elegibles al voto: 196.498.000
Porcentaje de las personas elegible a votar: 49,00%

### Libros
- Laurence W. Moreland and Robert P. Steed, eds., ed. (1997). The 1996 Presidential Election in the South: Southern Party Systems in the 1990s.
- Ceaser, James W.; Andrew E. Busch (1997). Losing to Win: The 1996 Elections and American Politics.
- Clinton, Bill (2005). My Life. Vintage. ISBN 1-4000-3003-X.
- Green, John C. (1999). Financing the 1996 Election.
- Pomper, Gerald M.; et al (1997). The Election of 1996: Reports and Interpretations.

### Artículos
- Jelen, Ted G.; Marthe Chandler (2000). «Culture Wars in the Trenches: Social Issues as Short-Term Forces in Presidential Elections, 1968–1996». The American Review of Politics 21: 69-87.